# NGC 7796
NGC 7796 ist eine elliptische Galaxie vom Hubble-Typ E1 im Sternbild Phönix am Südsternhimmel. Sie ist schätzungsweise 147 Millionen Lichtjahre von der Milchstraße entfernt und hat einen Durchmesser von etwa 95.000 Lj.
Das Objekt wurde am 11. September 1836 von John Herschel entdeckt.